# Колохта (посёлок)
Колохта — поселок в Кологривском муниципальном округе Костромской области.

## География
Находится в северной части Костромской области на расстоянии приблизительно 25 км на север-северо-запад по прямой от города Кологрив, административного центра округа на левом берегу реки Унжа.

## Геология и палеонтология
Вблизи деревни обнаружены глины триасового периода, на которых залегают четвертичные слои. В этих слоях присутствуют переотложенные конкреции, в которых встречаются окаменелости аммонитов.

## История
Основан в 1961 году, с 1963 года Марьинский лесопункт Кологривского леспромхоза. До 2021 года входил в состав Ужугского сельского поселения до его упразднения.

## Население
Постоянное население 240 человек в 2002 году (русские 99 %), 132 в 2022.